# Перезинотти, Антонио
Анто́нио Джова́нни Батти́сто Перезино́тти (итал. Antonio Giovanni Battisto Peresinotti; 1708, Болонья — 28 октября 1778, Санкт-Петербург) — итальянский живописец и декоратор венецианской школы. Работал в своеобразном стиле позднего барокко с элементами рококо. С 1742 года трудился в Санкт-Петербурге как художник «декораций и перспективных видов», преподавал в Императорской Академии художеств.

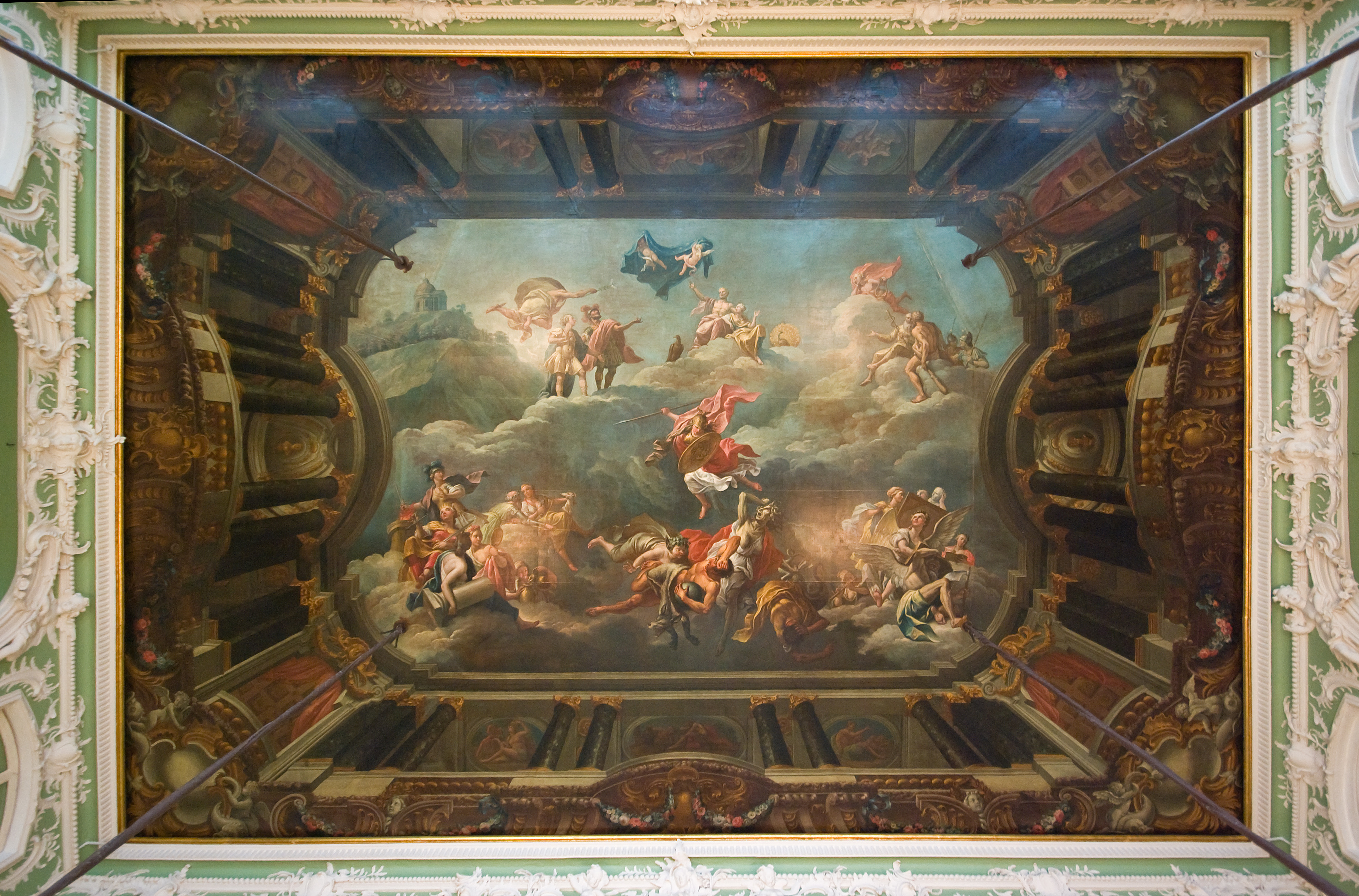
Дж. Валериани (центральная часть) и Антонио Перезинотти. Роспись плафона Большого зала Строгановского дворца. 1750-е гг. Санкт-Петербург

## Биография
Антонио Перезинотти родился в Болонье в 1708 году. Был учеником Джироламо Бона (ок. 1700—1766) в Венеции. Бон и его супруга, комическая оперная певица Роза в 1735 году отправились в Санкт-Петербург, где Джироламо получил работу в живописной мастерской Канцелярии от строений, занимаясь выполнением самых разных заказов и обучением молодых русских художников, также работавших в Канцелярии.
В 1742 году Бон пригласил для совместной работы в российской столице двух своих бывших учеников: Джузеппе Валериани и Перезинотти. Со временем Перезинотти стал получать заказы от ведомства Императорского двора. Он работал над несколькими крупными проектами; выполнял росписи Аничкова дворца; по проектам Б. Ф. Растрелли вместе с Карло Цукки (Дзукки), Франческо Мартини, Анджело Карбони и Андреа Урбани расписывал плафоны Невской анфилады Зимнего дворца, а также (вместе с Дж. Валериани, П. Градицци и И. Вишняковым) участвовал в росписях дворцовой церкви, выполнил десять десюдепортов жилых помещений (1762—1765). Вклад Перезинотти в оформление интерьеров «растреллиевского» Зимнего дворца был не столь велик в сравнении с тем, что делали другие итальянские художники, но всё же заметным. В одном из договоров (контрактов) от 1762 года прямо указывалось, что Перезинотти будет расписывать только орнаменты в плафоне, а «фигуры» обязан передать на выполнение Стефано Торелли, а если последний не согласится, то вообще «искусному мастеру из Италии». Так, например, на плафоне Большого зала Строгановского дворца центральную часть (фигуры) написал Джузеппе Валериани, а Перезинотти — квадратуру (архитектурное перспективное обрамление).
В 1750 году в качестве «живописного и комедиантского дел мастера» Перезинотти расписал плафон и декорации для нового театра, созданного в Зимнем дворце. Антонио Перезинотти выполнял также росписи Екатерининского дворца в Царском Селе (1753—1755), Большого Петергофского дворца и здания Малого Эрмитажа в столице (1765—1769).
В 1748 и 1754 годах под руководством Перезинотти работал русский живописец, гравёр и педагог Фёдор Лазаревич Задубский, на которого мастер оказал заметное влияние. С 1756 года у него обучался Иван Михайлович Танков.
В 1766 году Антонио Перезинотти получил звание «назначенного в академики» . Вскоре он стал первым по времени преподавателем перспективной живописи в классах Императорской Академии художеств. В 1767 году получил звание академика за картину «Остатки в виде развалин древней архитектуры, украшенные колоннами и статуями» и был назначен членом Совета Академии художеств. Театральных декораций его работы не сохранилось, из картин известны две, парные, ранее находившиеся в музее Академии художеств: «Пейзаж с античными развалинами» (1770, Государственный Русский музей) и «Развалины возле гавани» (1770, Государственная Третьяковская галерея).
Перезинотти был «страстным любителем руин» и часто задавал своим ученикам в Академии «программы» по написанию «античных развалин» .